# 李沛文 (1906年)
李沛文（1906年10月16日—1985年4月16日），字质生，男，广西苍梧人，中国果树学家和农业教育家，中国民主同盟中央委员会委员，第二、三、四、五、六届全国政协委员。李济深之长子。